# Feelz
Feelz — перший мініальбом і перша робота американського репера та співака Lil Peep, що була випущена 16 травня 2015 року.

## Історія
16 травня 2015 року, Густав випустив свій перший реліз Feelz на SoundCloud. Піп зняв кліп на пісню «Feelz», однак пізніше його видалив. Після його смерті, його мама розповіла про те, що у неї зберігся відеокліп, а також неопубліковані фотографії, зроблені Густавом у підвалі їхнього будинку.
Пісня Life пізніше була перероблена та випущена як Life is Beautiful на альбомі Come Over When You're Sober, Pt.2.
20 травня 2022 року мініальбом разом із відеокліпом на пісню Feelz було перевидано та випущено на всіх стримінгових платформах.

## Трекліст
| #    | Назва          | Producer(s) | Тривалість |
| ---- | -------------- | ----------- | ---------- |
| 1.   | «toxic city ☣» | drip-133    | 2:57       |
| 2.   | «feelz ♡»      | Terio       | 2:18       |
| 3.   | «life ✞»       | drip-133    | 3:04       |
| 8:21 |                |             |            |